# (4612) Greenstein
(4612) Greenstein est un astéroïde de la ceinture principale.

## Description
(4612) Greenstein est un astéroïde de la ceinture principale. Il fut découvert le 2 mai 1989 à l'Observatoire Palomar par Eleanor Francis Helin. Il présente une orbite caractérisée par un demi-grand axe de 2,56 UA, une excentricité de 0,14 et une inclinaison de 9,6° par rapport à l'écliptique.

## Compléments